# Steen Herdel Filmproduktion ApS
Steen Herdel Filmproduktion ApS var et produktionsselskab med base på Det Danske Filmstudie i Kgs. Lyngby fra 1976-1978. C. Reinhardt-koncernen ejede og finansierede selskabet 100% tillige med søsterselskabet Steen Herdel Filmteknik ApS.

## Historie
Steen Herdel  ( Film) havde produceret filmene 'La’ os være', 'Måske ku’ vi', ‘Drenge’ og 'En Forårsdag i Helvede'. Dog gik Steen Herdel Film konkurs, da distributøren, Kino Film, Næstved, krakkede og aldrig afleverede de penge, han havde modtaget fra biograferne. DFI (Det Danske Filminstitut) havde da allerede givet tilsagn om produktionsstøtte til en række film.
Formentlig inspireret af, at der i 'Måske ku’ vi' havde været benyttet en Yamaha-knallert som regi, rettede Steen Herdel og Christian Clausen  henvendelse til Buster Reinhardt, C. Reinhardt A/S, der var importør af bl.a. Suzuki-knallerter. Buster Reinhardt, der siden barnsben havde et bankende hjerte for dansk film, lod sig overbevise om forretningsideen. Der blev af Reinhardt-koncernen etableret to selskaber; et til produktion af de pågældende film (Dir.: Steen Herdel) og et til teknik-udstyr til filmproduktionen (Dir.: Chr. Clausen). Reinhardt indskød kapitalen og producent-finansieringen.
Pga. betydelige budgetoverskridelser (og utilstrækkelig publikumssucces), spillede kun 'Mig og Charly' den private kapital hjem. De øvrige film gav store underskud, og det var derfor nødvendigt for Reinhardt at indskyde ekstra kapital. Derefter blev al videre filmproduktion indstillet, og de to selskaber og al aktivitet afviklet.

## Produktioner
Af Steen Herdel Filmproduktion ApS blev følgende film produceret:
- Clark (1977)
- Skytten (1977)
- En fisker i Hanstholm (1977)
- Du er ikke alene (1978)
- Mig og Charly (1978)
- Honning måne (1978)
- Vil Du Se Min Smukke Navle (1978)